# Psychotria macbridei
Psychotria macbridei är en måreväxtart som beskrevs av Paul Carpenter Standley. Psychotria macbridei ingår i släktet Psychotria och familjen måreväxter. Inga underarter finns listade i Catalogue of Life.